# Hypodoras forficulatus
Hypodoras forficulatus — єдиний вид роду Hypodoras родини Бронякові ряду сомоподібних. Наукова назва походить від грецьких слів hypo, тобто «під», та «doras», тобто «шкіра».

## Опис
Загальна довжина становить 10,4 см. Голова коротка, дещо сплощена. Очі маленькі, розташовані у верхній частині голови. Є 3 пари помірно довгих вусів. Тулуб масивний, витягнутий в хвостовий частині. Кісткові пластинки тягнуться уздовж бічної лінії, значна частина під шкірою. Спинний плавець високий, з 5-6 м'якими променями та 1 жорстким шипом. Грудні плавці широкі. Черевні плавці з короткою основою. Жировий плавець маленький. Хвостовий плавець добре розвинений.

## Спосіб життя
Біологія недостатньо вивчена. Воліє до прісної води. Є демерсальною рибою. Активна вночі. Вдень ховається в укриттях. Живиться невеличкими водними комахами.

## Розповсюдження
Мешкає у верхній частині басейну річки Амазонка, ендемік Перу.